# Taylor Gold
Taylor Gold (Steamboat Springs, 17 november 1993) is een Amerikaanse snowboarder, die is gespecialiseerd op het onderdeel halfpipe. Hij vertegenwoordigde zijn vaderland op de Olympische Winterspelen 2014 in Sotsji.

## Carrière
Op de FIS wereldkampioenschappen snowboarden 2011 in La Molina eindigde Gold als 24e op het onderdeel big air en als 43e op het onderdeel halfpipe. Bij zijn wereldbekerdebuut, in augustus 2011 in Cardrona, eindigde de Amerikaan direct in de toptien. In Stoneham nam hij deel aan de FIS wereldkampioenschappen snowboarden 2013. Op dit toernooi eindigde hij als twintigste in de halfpipe. Op 21 december 2013 boekte Gold in Copper Mountain zijn eerste wereldbekerzege. Tijdens de Olympische Winterspelen van 2014 in Sotsji eindigde de Amerikaan als veertiende op het onderdeel halfpipe.

## Resultaten

### Olympische Winterspelen
| Jaar | Plaats | Resultaten   |
| ---- | ------ | ------------ |
| 2014 | Sotsji | 14e Halfpipe |

### Wereldkampioenschappen
| Jaar | Plaats    | Resultaten               |
| ---- | --------- | ------------------------ |
| 2011 | La Molina | 24e Big air 43e Halfpipe |
| 2013 | Stoneham  | 20e Halfpipe             |

### Wereldbeker
Eindklasseringen
| Seizoen   | Algm  | HP   |
| --------- | ----- | ---- |
| 2011/2012 | 58e   | 27e  |
| 2012/2013 | 56e   | 33e  |
| 2013/2014 | 9e    | 6e   |
| 2014/2015 | Brons | Goud |

Wereldbekerzeges
| Datum            | Plaats          | Onderdeel |
| ---------------- | --------------- | --------- |
| 21 december 2013 | Copper Mountain | Halfpipe  |
| 6 december 2014  | Copper Mountain | Halfpipe  |